# Illa Brasilera

Mapa del municipi de Barra do Quaraí dins l'estat brasiler de Rio Grande do Sul.

L'Illa Brasilera (en portuguès: Ilha Brasileira; en castellà: Isla Brasilera) és una petita illa fluvial ubicada a la confluència del riu Uruguai amb el riu Cuareim-Quaraí, entre les fronteres de l'Argentina, el Brasil i l'Uruguai.
L'illa ha estat objecte de disputa internacional entre el Brasil i l'Uruguai. Les autoritats brasileres sostenen que l'illa pertany al municipi de Barra do Quaraí, a l'Estat de Rio Grande do Sul. D'altra banda, les autoritats uruguaianes consideren que l'illa forma part del departament d'Artigas, a l'extrem nord del país. L'Uruguai també reclama des de fa més d'un segle la sobirania del Rincón de Artigas.